# NGC 2741
NGC 2741 est une galaxie lenticulaire naine située dans la constellation du Cancer. NGC 2741 a été découverte par l'astronome allemand Albert Marth en 1864.

## Caractéristiques
Sa vitesse par rapport au fond diffus cosmologique est de 3 745 ± 20 km/s, ce qui correspond à une distance de Hubble de 55,23 ± 3,88 Mpc (∼180 millions d'al).
Selon la base de données Simbad, NGC 2741 est une radiogalaxie. NGC 2741 est une galaxie dont le noyau brille dans le domaine de l'ultraviolet. Elle est inscrite dans le catalogue de Markarian sous la cote Mrk 1221 (MK 1221). La candidature de NGC 2741 à titre de quasar a été rejetée.